# Poli (Tanzania)
Poli è una circoscrizione mista (mixed ward) della Tanzania situata nel distretto di Meru, regione di Arusha. Conta una popolazione di 11 399 abitanti (censimento 2022).